# Nyron Nosworthy
Nyron Paul Henry Nosworthy (1980. október 11. –) egy jamaicai labdarúgó, aki Angliában született.
Hátvéd a Bristol City csapatában.

## Pályafutása
A Gillinghamban kezdte a pályafutását. 1998. november 28-án debütált a Fulham ellen. A következő szezonban (1999–2000) rendszeres tagja volt a kezdő tizenegynek. Elsődleges posztja a jobbhátvéd, bár néha játszott középhátvédként is, és ritkán csatárként is. Nosworthy szerződése lejárt a 2004-05-ös szezonban, de nem akart már játszani a Gillinghamnél.
2005. június 13-án a Sunderlandhez szerződött.

## Külső hivatkozások
- Nyron Nosworthy pályafutásának statisztikái a Soccerbase oldalon (angolul)

- Profilja a Sunderland A.F.C.
- Profilja 4thegame-on
- Profilja és Statisztikája a Football.co.uk-on
- Profilja a Skysports.com-on
- Profilja a soccernet-on Archiválva 2009. április 30-i dátummal a Wayback Machine-ben